# 二階堂善弘
二階堂 善弘（にかいどう よしひろ、1962年 - ）は、日本の中国文学者。関西大学教授。

## 来歴
東京都葛飾区に生まれる。東京都立上野高等学校卒業。1985年東洋大学文学部中国哲学文学科卒業後、システムエンジニアなどを経て、早稲田大学大学院文学研究科東洋哲学専攻に入学。台湾・大陸中国留学などの後、1997年同博士課程単位取得退学。1997年東北大学国際文化研究科助手、1998年茨城大学人文学部助教授、2006年関西大学文学部助教授、2009年教授。
2005年「元明の道教・民間信仰と「三教捜神大全」  特に元帥神の変容について」で東洋大学博士（文学）
、2011年「アジアの民間信仰と文化交渉」で関西大学博士（文化交渉学）。

## 著書
- 『封神演義の世界 中国の戦う神々』（大修館書店、あじあブックス） 1998　ISBN　9784469231465
- 『中国の神さま 神仙人気者列伝』（平凡社新書） 2002　ISBN　4582851304
- 『中国妖怪伝 怪しきものたちの系譜』（平凡社新書） 2003　ISBN　4582851762
- 『道教・民間信仰における元帥神の変容』（関西大学東西学術研究所、関西大学東西学術研究所研究叢刊29） 2006　ISBN　9784873544359
- 『明清期における武神と神仙の発展』（関西大学出版部、関西大学東西学術研究所研究叢刊27） 2009　ISBN　9784873544656
- 『アジアの民間信仰と文化交渉』（関西大学出版部） 2012　ISBN　9784873545486
- 『東南アジアの華人廟と文化交渉』（関西大学出版部、関西大学東西学術研究所研究叢刊60） 2020　ISBN　9784873547138
- 『中国の信仰世界と道教』（吉川弘文館、歴史文化ライブラリー598） 2024　ISBN　9784642059985

### 共編
- 『東アジアの儀礼と宗教』（吾妻重二共編、雄松堂出版、関西大学アジア文化交流研究叢刊） 2008　ISBN　9784585226727
- 『東アジアの過去、現在と未来』（陶徳民共編、丸善出版、関西大学「日中関係と東アジア」講演録） 2011　ISBN　9784621084106
- 『近現代中国の芸能と社会 皮影戯・京劇・説唱』（氷上正, 佐藤仁史, 太田出, 千田大介, 戸部健, 山下一夫, 平林宣和共編著、好文出版、中國都市藝能研究會叢書） 2013　ISBN　9784872201680

## 翻訳
- 『三国志平話』（中川諭共訳注、光栄[4]） 1999　ISBN 978-4877196783
- 『図解 三国志大事典』全4巻（羅吉甫文、ロバート・イングペン画、鍾孟舜漫画、郝廣才編、日本語版監修、井上実, 戸田聖子, 藤原由希, 和泉裕子訳、金の星社） 2008

ISBN 978-4323066417、ISBN 978-4323066424、ISBN 978-4323066431、ISBN 978-4323066448
- 『全訳 封神演義』全4巻（監訳・解説、山下一夫, 中塚亮, 二ノ宮聡訳、勉誠出版） 2017 - 2018

ISBN 978-4-585-29641-6、ISBN 978-4-585-29642-3、ISBN 978-4-585-29643-0、ISBN 978-4-585-29644-7

## 論文
- 論文・報告・雑記 - 二階堂研究室
- CiNii Articles - 二階堂善弘